# G. Fred DiBona, Jr. Building
Le G. Fred DiBona Jr. Building (anciennement Blue Cross Blue Shield Tower) est un gratte-ciel de 191 mètres de hauteur construit à Philadelphie aux États-Unis de 1988 à 1990 dans un style post-moderne. À l'origine une tour jumelle identique devait être construite, elle a été annulée.
En 2024 c'est toujours l'un des dix plus haut gratte-ciel de Philadelphie
L'architecte est l'agence canadienne WZMH Architects.
En 1997, le grimpeur français Alain Robert escalade 44 étages sur l'une des façades avant d'être appréhendé par la police de Philadelphie.
L'immeuble a été vendu à son propriétaire actuel Wells Real Estate Trust en décembre 2003 pour un prix de 200 millions de $.